# Heinrich V. (Ortenburg)
Heinrich V. Graf von Ortenburg zu Neu-Ortenburg († 1449) war der älteste Sohn des Grafen Georg I. von Ortenburg und der Siguna von Buchberg. Heinrich stammt aus dem niederbayerischen Hause der Ortenburger.

## Leben und Wirken
Urkundlich nachweisbar ist Heinrich V. von 1417 bis ins Jahr 1449, jedoch über sein Leben ist nur wenig bekannt. Vereinzelt wird er nach seinem Zweig Graf zu Neu-Ortenburg genannt.
Durch die Heirat mit Ursula von Ecker zu Saldenburg kamen, nach dem Tod seines Schwiegervaters im Jahre 1426, große Erbstreitigkeiten auf Heinrich und das Ortenburger Haus zu. Dabei ging es um Besitztümer um Saldenburg, Söldenau und Rainding. Ein erster Schlichtspruch Herzog Johanns III. von Niederbayern-Straubing-Holland, wonach Heinrich ein Viertel des Erbes zugesprochen kam, blieb erfolglos. Ebenso im Jahre 1442 scheiterte der Versuch des Herzogs Heinrich XVI., in dem die Ortenburger wieder Mitbesitz an der Feste Saldenburg und dem Ort Saldenburg erhielten. Erst 1445 gelang es Heinrich, den Streit zu beenden, indem er die Güter um Saldenburg käuflich erwarb.
Im Jahre 1435 trat er in den Dienst des Herzoges von Bayern-Landshut als herzoglicher Rat. Des Weiteren übte er zwischen 1437 und 1438 das Amt des Richters in Griesbach aus.
1449 starb Heinrich V. Seine Güter gingen an seinen ältesten Sohn Georg II., der im Jahre 1460 amtierender Reichsgraf werden sollte.
Heinrich blieb es verwehrt, Reichsgraf von Ortenburg zu werden, allerdings sollte er der Stammhalter der Hauptlinie des Hauses Ortenburg werden, da seine Söhne, Enkel und Urenkel die Güter des Gesamthauses Ortenburg auf sich vereinen und die Reichsgrafschaft beisammenhielten.

## Nachkommen
Heinrich war zweimal verheiratet. In erster Ehe (vor Januar 1422) mit Ursula Ecker zu Saldenburg († 1436) und in zweiter Ehe mit Elisabeth von Törring. Aus der ersten Ehe entstammen folgende Kinder:
- Sibylla († 1475), ⚭ Konrad II. von Heideck († 1471)
- Georg II. Graf von Ortenburg († vor Februar 1489), ⚭ Anastasia von Fraunberg († 1502)
- Magdalena († 1508), ⚭ 1470 Ulrich I. von Starhemberg auf Sprinzenstein, Lobenstein u. Dachsberg, kaiserlicher Rat, Hauptmann und Pfleger zu Freistadt († 1. September 1477)
- Sebastian I. Graf von Ortenburg (* August 1434, † 11. November 1490), ⚭ Maria, Gräfin zu Neuburg
- Siguna († 1489), ⚭ Burian von Guttenstein († 1489), Großmutter von Lorenz Schlick (* um 1495, † 1583)